# Pablo Castellar
Pablo Castellar  (Rio de Janeiro, 1976) é um compositor e produtor cultural brasileiro. Nomeado diretor artístico da  Orquestra Sinfônica Brasileira, assumiu a função em julho de 2011.
Foi aluno de composição do Centro de Letras e Artes (CLA), Instituto Villa-Lobos da Universidade Federal do Estado do Rio de Janeiro (UNIRIO) e da Manhattan School of Music. Fez aperfeiçoamento em Música para Cinema na Universidade de Nova Iorque (New York University - NYU). Especialista em curadoria e gestão de projetos culturais, é presidente e fundador da Artemundi Produções Culturais. No mercado cultural, atua desde o ano 2000 como diretor de produção e diretor artístico. Realizou óperas, concertos, séries, shows, CDs, DVDs, circuitos musicais nacionais e eventos de difusão da cultura brasileira no exterior. Também produziu seminários, cursos de gestão cultural, filme de longa-metragem e festivais de música e teatro. Desde 2009 é também professor de Pós-Graduação em Produção Cultural e MBA em Gestão Cultural na Universidade Cândido Mendes em convênio com a ABGC (Associação Brasileira de Gestão Cultural).

## Prêmios e indicações

### Prêmio Açorianos
| Ano  | Categoria          | Indicação                                                        | Resultado |
| ---- | ------------------ | ---------------------------------------------------------------- | --------- |
| 2008 | Compositor Erudito | Pablo Castellar (por Convergências, de Rodrigo Andrade Silveira) | Indicado  |